# Lysiteles catulus
Lysiteles catulus är en spindelart som beskrevs av Simon 1895. Lysiteles catulus ingår i släktet Lysiteles och familjen krabbspindlar. Inga underarter finns listade i Catalogue of Life.